# Leonard Sachs
Leonard Sachs (26 de septiembre de 1909 – 15 de junio de 1990) fue un actor cinematográfico y televisivo británico de origen sudafricano.

## Primeros años. Carrera
Su nombre completo era Leonard Meyer Sachs, y nació en Sudáfrica, en Roodepoort, en la provincia de Gauteng.  
Entre las décadas de 1930 y 1980 hizo numerosas actuaciones teatrales, televisivas y cinematográficas, entre ellas el papel de Mowbray en una versión llevada a cabo en 1950 de Ricardo II, el de John Wesley en el film de 1954 del mismo nombre, y el de Lord Mount Severn en East Lynne a partir de 1976.
Sachs fundó un music hall llamado Players' Theatre en Villiers Street, Londres. También fue presentador en el Leeds City Varieties de la serie televisiva The Good Old Days, emitida desde 1953 a 1983, siendo conocido por sus elaboradas presentaciones de los diferentes artistas. Todo ello le valió ser homenajeado en 1977 en un episodio de This is Your Life.
Otras producciones en las que participó fueron Alta tensión, junto a Patrick McGoohan, y la serie de ciencia ficción Doctor Who, en los episodios The Massacre of St Bartholomew's Eve (1966) y Arc of Infinity (1983).

## Vida personal
A Leonard Sachs se le multó con 75 libras en 1984 por molestar a otros hombres con propósitos inmorales.
Sin embargo, en 1947 se había casado con la actriz Eleanor Summerfield, con la que tuvo dos hijos, el actor Robin Sachs y Toby Sachs. Leonard Sachs falleció en 1990 en Londres, a los 80 años de edad.

## Selección de su filmografía
- John Wesley (1954)
- The Gamma People (1956)
- After the Ball (1957)
- Man from Tangier (1957)
- Face in the Night (1957)
- The Man Who Wouldn't Talk (1958)
- The Siege of Sidney Street (1960)
- Beyond the Curtain (1960)
- The Dover Road Mystery (1960)
- Five Golden Hours (1961)
- Konga (1961)
- Taste of Fear (1961)
- Pit of Darkness (1961)
- Bomb in the High Street (1961)
- She Knows Y'Know (1962)
- The Amorous Adventures of Moll Flanders (1965)
- Operación Trueno (1965)
- Once Is Not Enough (1975)